# Интимак (Таскалинський район)
Интима́к (каз. Ынтымақ) — село у складі Таскалинського району Західноказахстанської області Казахстану. Входить до складу Достицького сільського округу.
У радянські часи село називалось Крута.
Населення — 110 осіб (2021; 208 у 2009, 262 у 1999, 290 у 1989).